# Istanbul Challenger 2002
L'Istanbul Challenger 2002 è stato un torneo di tennis facente parte della categoria ATP Challenger Series nell'ambito dell'ATP Challenger Series 2002. Il torneo si è giocato a Istanbul in Turchia dal 16 al 22 settembre 2002 su campi in cemento.

## Vincitori

### Singolare
Petr Luxa ha battuto in finale  Nicolas Thomann con il punteggio di 6–3, 6–4.

### Doppio
Aleksandar Kitinov /  Lovro Zovko hanno battuto in finale  Noam Behr /  Tomáš Zíb con il punteggio di 4–6, 6–4, 6–2.